# Кона (Италия)
Кона (итал. Cona) — коммуна в Италии, располагается в провинции Венеция области Венеция.
Население составляет 3253 человека, плотность населения составляет 51 чел./км². Занимает площадь 64 км². Почтовый индекс — 30010. Телефонный код — 0426.
Покровителем коммуны почитается святой Эгидий, празднование 22 сентября. В коммуне имеется храм Пресвятой Троицы.